# Partisanenrepublik Ossola

Flagge der Republik Ossola

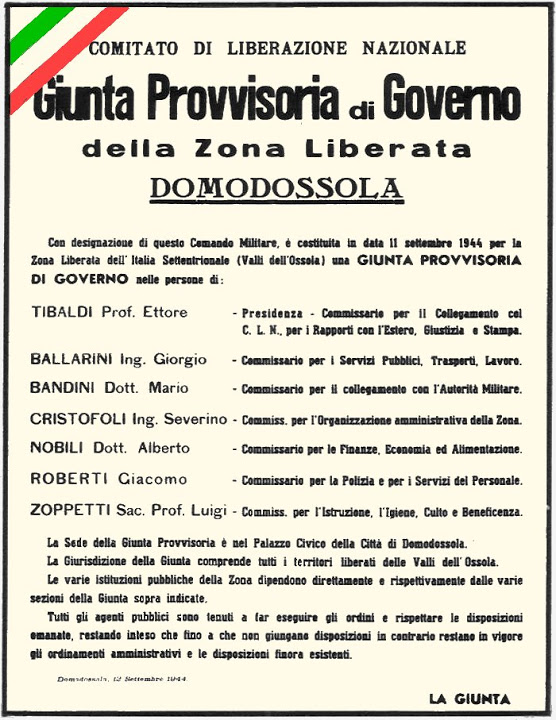
Provisorische Regierung der Republik Ossola

Die Partisanenrepublik Ossola (ital. Repubblica dell’Ossola) war während 40 Tagen (vom 10. September bis 19. Oktober 1944) eine von Partisanen gegründete „befreite Zone“ (zona liberata) im Piemont im Norden Italiens mit Domodossola als „Hauptstadt“.

## Geografie
Das Gebiet umfasste das gesamte Val d’Ossola, begrenzt im Westen durch die Grenze zum Kanton Wallis, im Osten durch die Grenze zum Kanton Tessin und im Süden durch eine Linie über die südliche Bergkette des Valle Anzasca, das obere Valsesia, Ornavasso bis nach Mergozzo mit einer Fläche von ca. 1600 km² und ungefähr 82.000 Einwohnern. Ausgenommen war die Gegend um Cannobio, die nach einer Woche Unabhängigkeit am 9. September wieder von einer 2.000 Mann starken deutschen Truppe eingenommen wurde.

## Geschichte

### Gründung
Nachdem es verschiedenen bewaffneten Partisanenverbänden unterschiedlicher politischer Couleur gelungen war, die deutschen Besatzungstruppen und italienischen Faschisten in die Flucht zu schlagen, wurde am 10. September in Domodossola, nahe der Schweizer Grenze, die Republik Ossola ausgerufen. Am 12. September wurden vom Nationalen Befreiungskomitee (CLN) die Mitglieder der provisorischen Regierung öffentlich bekanntgegeben.

### Innovationen
In der Folge wurde das öffentliche Leben aufgrund innovativer Ideen reorganisiert, die sich nicht nur auf die normale Verwaltung beschränkten. Es wurden Parlamente eingerichtet und Dorfräte eingesetzt. Eine eigene Zeitung, Notgeld und Briefmarken wurden herausgegeben. Die Verteilung und Rationierung von Lebensmitteln und Hilfsgütern musste neu organisiert werden.
Die Neuordnung des Justizwesens wurde vom sozialistischen Rechtsanwalt Ezio Vigorelli in Angriff genommen. Es sollte auf demokratischen Prinzipien beruhen und auch die Rechte der Angeklagten gewährleisten. Die Gefangenen in Druogno in Val Vigezzo wurden ohne Härte behandelt, wie die Tribune de Genève bestätigt haben soll.
Im Erziehungssystem entwickelten antifaschistische Intellektuelle wie Gianfranco Contini anspruchsvolle Programme. Es gab Pläne für die Förderung der grundlegenden Allgemeinbildung und für eine fortschreitende Trennung zwischen gymnasialer Ausbildung und Berufslehre. Viele Projekte mussten jedoch angesichts der kurzen Zeitspanne der Republik auf dem Papier bleiben.
Das kurze soziale und politische Selbstverwaltungsexperiment in der größten befreiten Zone Italiens gilt als demokratische Keimzelle der späteren italienischen Republik.

### Rückeroberung
Der am 9. Oktober 1944 durch die deutsche Wehrmacht mit Unterstützung italienischer Faschisten gestarteten Rückeroberungsoperation Avanti konnten die Partisanenformationen nur wenige Tage Widerstand leisten.
Eine der letzten Kampfhandlungen war am 18. Oktober 1944 die so genannte Battaglia dei Bagni di Craveggia, ein Gefecht bei den ehemaligen Kurbädern Bagni di Craveggia westlich Spruga im Tessin. Am 21. Oktober 1944 fiel im Val Formazza die letzte Verteidigungslinie.

### Flucht in die Schweiz
Von 1943 bis 1945 flüchteten, nach einem Artikel der NZZ aus dem Jahr 2004, die keine Quellen nennt, etwa 15.000 Zivilisten sowie 30.000 Partisanen und ehemalige Angehörige der königlich italienischen Armee, davon allein 35.000 in den letzten Tagen (12.–22. Oktober 1944), in die Schweizer Kantone Wallis und Tessin.

„Heute geht man von maximal 10'000 Flüchtlingen aus, davon ungefähr 3000 Partisanen. [...] Doch was die erschöpften Partisanen in der Schweiz erwartete, war keine warme Gastfreundschaft. [...] Nach dem Verhör wurde ein Partisan in eines der vielen Endlager in der Schweiz gebracht. Wenn der Betreffende ins Tessin oder ins Wallis eingereist war, wurde er in der Regel auf die andere Seite der Alpen gebracht, um eine möglichst grosse Distanz zu seinem Einreiseort und der Grenze zu schaffen.
Die Ossola-Partisanen landeten deshalb fast alle in Internierungslagern in der Deutschschweiz, viele im Kanton Bern bei Thun, in Mürren, Finsterhennen, Gurnigel, Büren an der Aare oder Langenthal. Einige verschob man in den Kanton Zürich (Wetzikon, Girenbad und Wald bei Hinwil, Adliswil, Nänikon) oder in den Kanton Aargau (Bremgarten). Die Lager wurden meistens an abgelegenen Orten errichtet, um den Kontakt mit der Zivilbevölkerung möglichst zu vermeiden.“

Die Unterbringung erfolgte in schlecht isolierten und selbst im kalten Winter meist unbeheizten Baracken. Trotz Erschöpfung, Unterernährung und knapper Verpflegung mussten viele Partisanen Zwangsarbeit verrichten. Vor allem die so genannten „Garibaldini“ (kommunistische Partisanen) wurden schlecht behandelt.
Mit dem beginnenden Frühjahr 1945 kehrten hunderte der Partisanen nach Italien zurück, um wieder gegen die deutsche Besatzung und die Faschisten der Italienischen Sozialrepublik Mussolinis zu kämpfen. Formell handelte es sich hierbei nun um eine „Flucht“ aus den Internierungslagern, bei der die Schweizer Behörden jedoch oft beide Augen zudrückten. Hauptsache, der Partisan verließ zügig und für immer die Schweiz.
Das Schweizerische Arbeiterhilfswerk (SAH) hatte Margherita Zoebeli und Gabriella Meyer am 9. Oktober 1944 beauftragt, im oberen Val d’Ossola (Val Formazza) den Grenzübertritt der flüchtenden Partisanen und Zivilisten zu organisieren. Die Erwachsenen fanden in Flüchtlingslagern Unterkunft, und 2.500 Kinder im Alter zwischen 5 und 13 Jahren wurden durch Vermittlung der Kinderhilfe des Schweizerischen Roten Kreuzes auf Gastfamilien in der ganzen Schweiz verteilt.